# Massy (Seine-Maritime)
Massy ist eine französische Gemeinde mit 318 Einwohnern (Stand: 1. Januar 2022) im Département Seine-Maritime in der Region Normandie. Sie gehört zum Arrondissement Dieppe und zum Kanton Neufchâtel-en-Bray. Die Einwohner werden Massyois und Massyoises genannt.

## Geographie
Massy liegt östlich des Zentrums des Départements, etwa 35 Kilometer nordöstlich von Rouen und etwa 33 Kilometer südsüdöstlich von Dieppe. Umgeben wird Massy von den Nachbargemeinden Esclavelles im Norden und Westen, Neuville-Ferrières im Osten und Nordosten, Fontaine-en-Bray im Süden und Osten, Bradiancourt im Süden sowie Bosc-Mesnil im Westen und Südwesten.

## Bevölkerungsentwicklung

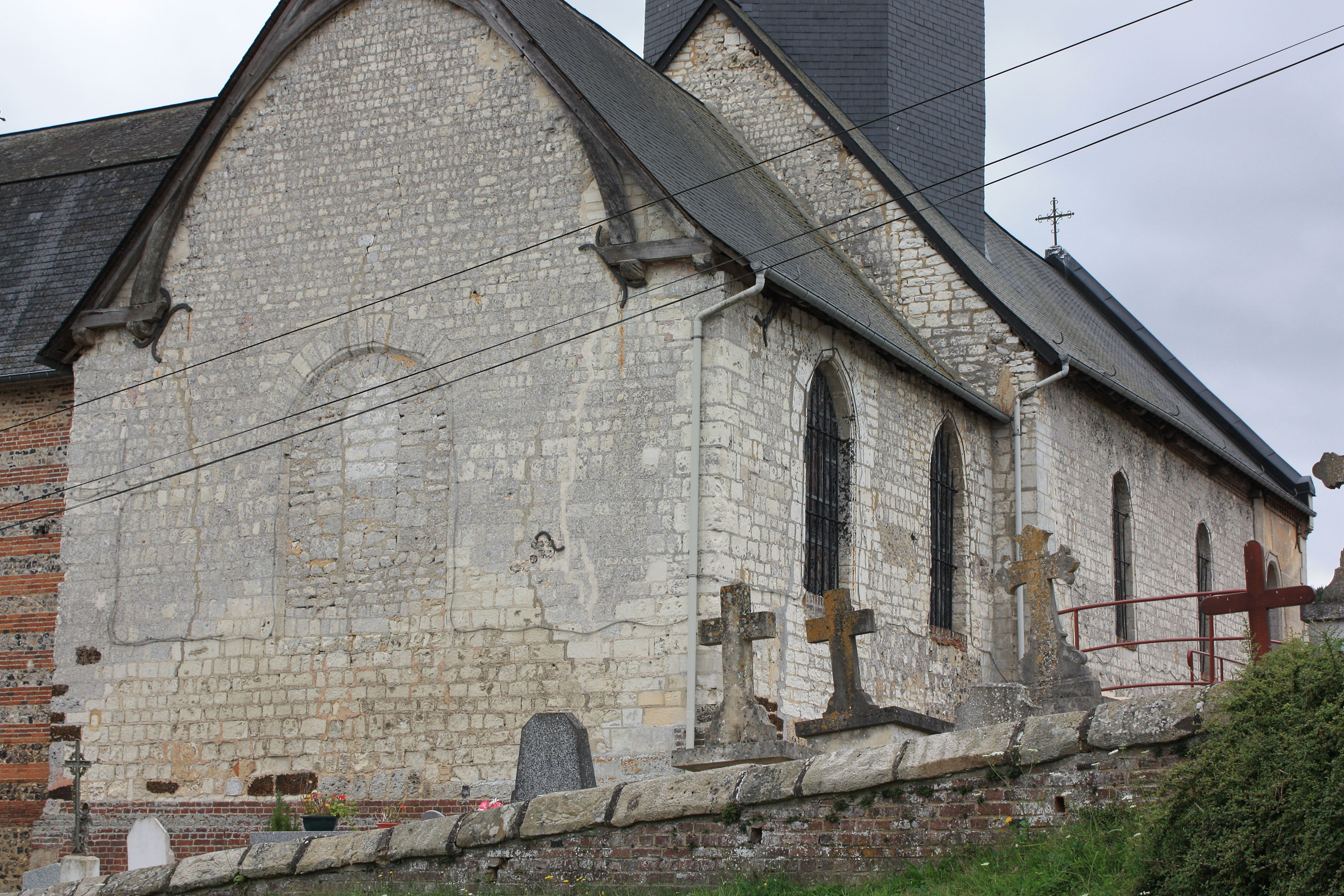
Kirche Saint-Pierre

| Jahr                       | 1962 | 1968 | 1975 | 1982 | 1990 | 1999 | 2006 | 2013 | 2020 |
| Einwohner                  | 320  | 288  | 267  | 274  | 261  | 275  | 289  | 346  | 327  |
| Quellen: Cassini und INSEE |      |      |      |      |      |      |      |      |      |

## Sehenswürdigkeiten
- Kirche Saint-Pierre aus dem 13. Jahrhundert
- Irrgarten